# كازو اينو (دراج)
كازو اينو (باليابانية: 井上和郎؛ بالكانا: いのうえ かずお) هو دراج ياباني، ولد في 17 فبراير 1981 في فوكوي في اليابان.

## وصلات خارجية
- كازو اينو على موقع الاتحاد الدولي للدراجات (الإنجليزية)
- كازو اينو على موقع أرشيف الدراجات (الإنجليزية)
- كازو اينو على موقع إحصائيات الدراجات الإحترافية (الإنجليزية)
- كازو اينو على موقع نسبة الدراجات (الإنجليزية)